# Kristy Swanson
Kristen Noel "Kristy" Swanson (Mission Viejo, Califórnia, 19 de dezembro de 1969) é uma atriz estadunidense, mundialmente notória por sua atuação como Buffy Summers em Buffy the Vampire Slayer (1992). Seu primeiro papel no cinema, entretanto, foi no filme de terror Deadly Friend (1986) do diretor Wes Craven, também trabalhou em outros filmes famosos como "Flowers In The Attic" (1987), "Manequim II: A Magia do Amor", (1991), "Highway To Hell" (1991), "The Chase" (1994), "Higher Learning" (1995), "The Phantom" (1996).

## Filmografia

### Filme
| Ano  | Título                          | Personagem                     | Notas                                             |
| ---- | ------------------------------- | ------------------------------ | ------------------------------------------------- |
| 1986 | Sr. Boogedy                     | Jennifer Davis                 | Filme e piloto da Disney TV                       |
| 1986 | Linda em Rosa                   | Duckette                       |                                                   |
| 1986 | Dia de folga de Ferris Bueller  | Simone Adamson                 |                                                   |
| 1986 | Deadly Friend                   | Samantha Pringle               |                                                   |
| 1987 | Flores no Sótão                 | Catherine "Cathy" Dollanganger |                                                   |
| 1990 | Armadilha dos Sonhos            | Sue Halloran                   |                                                   |
| 1990 | Diving In                       | Terry Hopkins                  |                                                   |
| 1991 | Manequim II: A Magia do Amor    | Jessie                         |                                                   |
| 1991 | Top Gang! - Ases Muito Loucos   | Kowalski                       |                                                   |
| 1991 | Highway to Hell                 | Rachel Clark                   |                                                   |
| 1992 | Buffy, a Caça-Vampiros          | Buffy Summers                  |                                                   |
| 1993 | O Programa                      | Camille Shafer                 |                                                   |
| 1994 | The Chase                       | Natalie Voss                   |                                                   |
| 1994 | Entrando                        | Kirby Watts                    |                                                   |
| 1995 | Ensino Superior                 | Kristen Connor                 |                                                   |
| 1995 | The Chili Con Carne Club        | Julie                          | Curta-metragem                                    |
| 1996 | O Fantasma                      | Diana Palmer                   |                                                   |
| 1997 | 8 Cabeças em uma mochila        | Laurie Bennett                 |                                                   |
| 1997 | Amante                          | Nikki Randall                  |                                                   |
| 1998 | Ground Control                  | Julie Albrecht                 |                                                   |
| 1999 | O Paizão                        | Vanessa                        |                                                   |
| 2000 | Encontro com o papai            | Laurel Lee                     |                                                   |
| 2000 | Cara, Cadê Meu Carro?           | Christie Boner                 |                                                   |
| 2001 | Assassino de Almas              | Tessa Jansen                   |                                                   |
| 2003 | Silêncio                        | Dr. Julia Craig                |                                                   |
| 2005 | Ligado por Mentiras             | Laura Cruz                     | Vídeo                                             |
| 2005 | Seis meses depois               | Linda                          | Curta-metragem                                    |
| 2006 | Morte Viva                      | Elizabeth Harris               | Vídeo                                             |
| 2009 | The Closer                      | Kaitlyn                        | Curta-metragem                                    |
| 2010 | E se...                         | Wendy Walker                   | Este foi seu primeiro filme teatral em nove anos. |
| 2011 | Ímã de pintinho                 | Kristy                         | Vídeo                                             |
| 2012 | Mulherzinhas, Carros Grandes    | Rochoso                        |                                                   |
| 2013 | O Bouquet                       | Terri Benton                   |                                                   |
| 2013 | Storm Rider                     | Jody Peterson                  | Vídeo                                             |
| 2014 | A Cauda do Tesouro de Beethoven | Anne Parker                    | Vídeo                                             |
| 2014 | Uma Bela Para o Natal           | Daniella Downy                 | Vídeo                                             |
| 2015 | Anjos na Neve                   | Judith Montgomery              | Vídeo                                             |
| 2017 | O Pior Pesadelo de um Pai       | Kathrin                        | Filme de televisão                                |
| 2017 | Sacrifício de uma mãe           | Joana                          |                                                   |
| 2017 | Coroando Jules                  | Vitória                        |                                                   |
| 2021 | Só mais um dia                  | Cindy Miller                   | Vídeo                                             |

### Televisão
| Ano       | Título                                                 | Personagem              | Notas |
| --------- | ------------------------------------------------------ | ----------------------- | --- |
| 1984      | É sua vez                                              | Laura                   | Episódio: "Cartas de Amor"                                                                                |
| 1985      | Chamado à Glória                                       | Sally                   | Episódios: "JFK: Partes 1 e 2"                                                                            |
| 1985      | Cagney & Lacey                                         | Stephanie Brandon       | Episódio: "Na Rua"                                                                                        |
| 1985      | Joan Rivers e amigos saúdam Heidi Abromowitz           | Jovem Heidi Abromowitz  | |
| 1986      | Alfred Hitchcock Presents                              | Aluno nº 2              | Episódio: "O Lugar Exultante"                                                                             |
| 1986      | Milagre do Coração: Uma História da Cidade dos Meninos | Stephanie Gamble        | Filme de televisão                                                                                        |
| 1986      | Sr. Boogedy                                            | Jennifer Davis          | Filme de televisão (ABC)                                                                                  |
| 1986      | A Família Hogan                                        | Linda Perkins           | Episódio: "A Grande Reparação"                                                                            |
| 1987      | Juarez                                                 | Cathy Esquiva           | Filme de televisão                                                                                        |
| 1987      | Growing Pains                                          | Rhonda                  | Episódio: "Graças a Deus é sexta-feira"                                                                   |
| 1987      | Não é bem humano                                       | Eron Jeffries           | Filme de televisão (ABC)                                                                                  |
| 1987–1988 | Aterrissagem de nós                                    | Jody Campbell           | Papel recorrente (8 episódios)                                                                            |
| 1988      | The Loner                                              | Sherry Spicer           | Filme de televisão                                                                                        |
| 1988      | Ohara                                                  |                         | Episódio: "X"                                                                                             |
| 1988      | rouxinóis                                              | Rebecca "Becky" Granger | Filme de televisão (NBC)                                                                                  |
| 1989      | Nightingales                                           | Rebecca "Becky" Granger | Papel principal (13 episódios)                                                                            |
| 1989      | B.L. Stryker                                           | Lynn Ellingsworth       | Episódios: "The Dancer's Touch", "Blues for Buder"                                                        |
| 1996      | Lei Marechal                                           | Lilly Nelson            | Filme de televisão (Showtime)                                                                             |
| 1997      | ruim até o osso                                        | Francesca Wells         | Filme de televisão (ABC)                                                                                  |
| 1998–1999 | Edição inicial                                         | Erica Paget             | Papel principal (20 episódios)                                                                            |
| 1999      | Suprema Sanção                                         | Jenna                   | Filme de televisão (HBO)                                                                                  |
| 2000      | Vinha                                                  | Susan Crawford          | Papel regular (5 episódios)                                                                               |
| 2001      | Projeto Charles Randolph sem título                    |                         | piloto de TV                                                                                              |
| 2001      | Zebra Lounge                                           | Louise Bauer            | Filme de televisão                                                                                        |
| 2003      | Apenas atire em mim!                                   | Allison Cavanaugh       | Episódio: "Há algo sobre Allison"                                                                         |
| 2003      | Água Vermelha                                          | Dr. Kelli Raymond       | Filme de televisão (TBS)                                                                                  |
| 2004      | CSI: Miami                                             | Preço Roxanne           | Episódio: "Complicações"                                                                                  |
| 2005      | Segredos Proibidos                                     | Alexandra Kent Lambeth  | Filme de televisão                                                                                        |
| 2006      | O Buraco Negro                                         | Shannon Muir            | Filme de televisão (Syfy)                                                                                 |
| 2007      | Lei e Ordem: Intenção Criminal                         | Lorelai Mailer          | Episódio: "Bombshell." Seu personagem parece semelhante a Anna Nicole Smith.                              |
| 2009      | Hell's Kitchen                                         | Ela mesma               | Temporada 6 Episódio 4: "13 Chefs Compete"                                                                |
| 2010      | One Tree Hill                                          | Mulher no carro         | Episódio: "Don't You Forget About Me" Aparição do cameo. O episódio também é uma homenagem a John Hughes. |
| 2011      | Tubarão do Pântano                                     | Rachel Bouchard         | Filme de televisão (Syfy)                                                                                 |
| 2011      | A Desejo de Natal                                      | Martha Evans            | Filme de televisão (Hallmark)                                                                             |
| 2011–2014 | Psic                                                   | Marlowe Viccellio       | Papel recorrente (6 episódios)                                                                            |
| 2012      | Operação Bolinho                                       | Janet Carson            | Filme de televisão                                                                                        |
| 2014      | Uma Lição de Romance                                   | Megan Mills             | Filme de televisão (PixL)                                                                                 |
| 2014      | Feliz Ex-Mas                                           | Noelle                  | Filme de televisão (ION)                                                                                  |
| 2015      | Subterrâneo conduzido                                  | Sarah Palmer            | Filme de televisão (Lifetime)                                                                             |
| 2015      | Anjos na Neve                                          | Judith Montgomery       | Filme de televisão (UP)                                                                                   |
| 2018      | Má madrasta                                            | Louise                  | Filme de televisão (Lifetime)                                                                             |
| 2018      | Sonho de Inverno                                       | Kat                     | Filme de televisão (Hallmark)                                                                             |
| 2019      | Equipe SEAL                                            | Julia Logan             | Episódios: "Payback", "Medicar e Isolar", "Rock Bottom"                                                   |